# Sierra Nacimiento

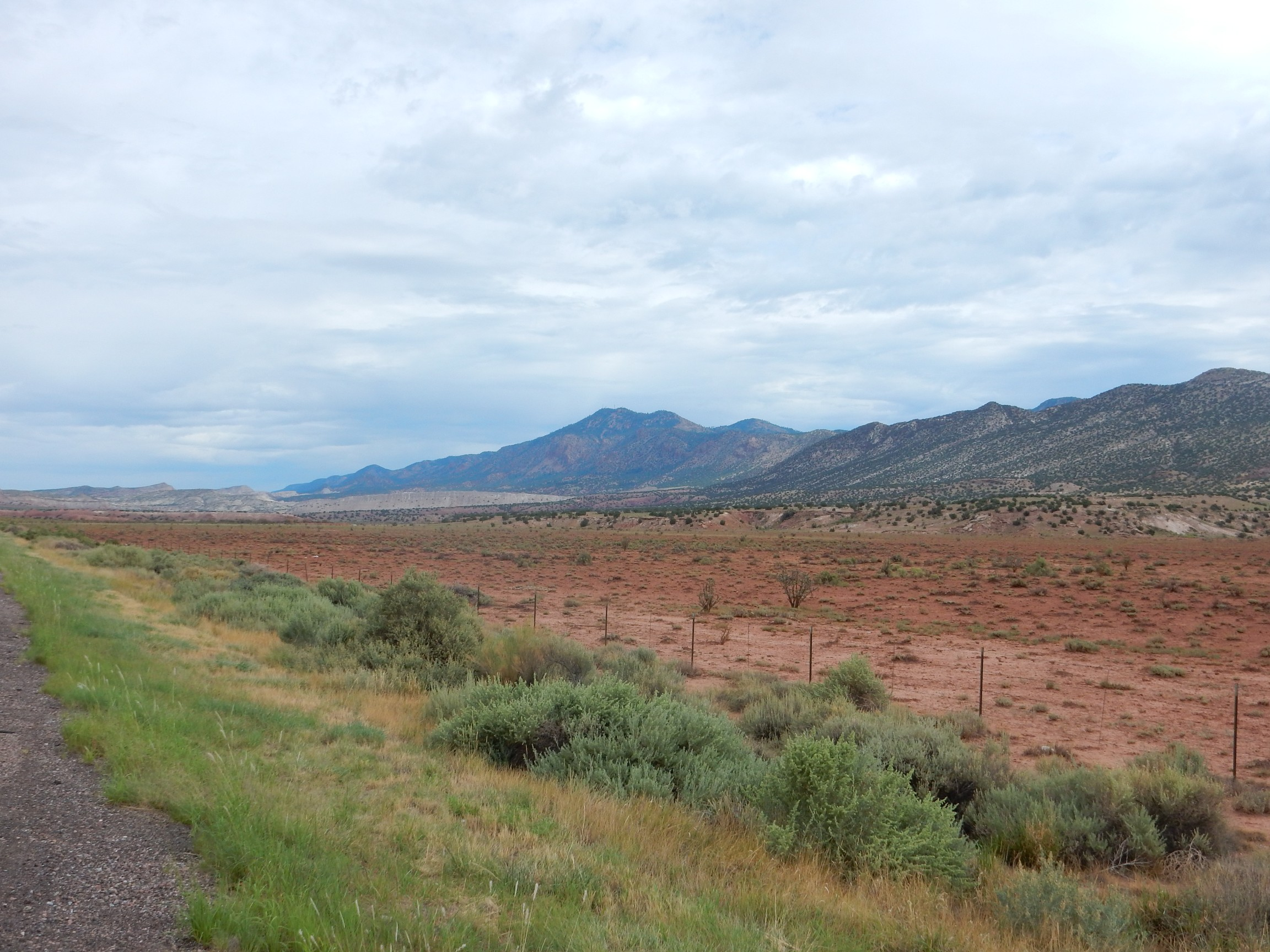
Sierra Nacimiento, Nuevo México.

La Sierra Nacimiento es un cordal montañoso en el noroeste del estado de Nuevo México. La sierra se ubica al este de la sierra de Jémez cerca del pueblo de  Cuba y están separadas de estas por el río Guadalupe y el río de las Vacas.  En este artículo se considerará como un conjunto junto a la sierra de San Pedro, que es una pequeña sierra contigua a la sierra Nacimiento al norte y se ubica en el borde la cuenca de San Juan, que se encuentra en la parte superior de la meseta del Colorado. La sierra se dirige en dirección norte-sur con una longitud de 65 km. Su punto más elevado en el conjunto es el pico de San Pedro de 3 232 m.
La sierra Nacimiento son muy importantes a nivel geológico a pesar de su poca altura, ya que forman el límite occidental de la depresión del río Grande, una depresión donde se ubica el río Grande.  La sierra de la Sangre de Cristo tiene elevaciones más elevadas y con un cordal más serrado que la de Nacimiento, que son más largas de acantilados más suaves de poca elevación. La sierra de Jémez se ubica entre la sierra Nacimiento y la sierra de la Sangre de Cristo: se piensa que estas forman parte de la depresión, pero en realidad son de origen volcánico.